# Kosmos 2222
Kosmos 2222, ruski satelit upozorenja iz programa Kosmos. Vrste je Oko (br. 6051). 
Lansiran je 25. studenoga 1992. godine u 12:18 s kozmodroma Pljesecka, sa startnog kompleksa br.43/3. Lansiran je u visoku orbitu oko Zemlje raketom nosačem Molnija-M 8K78M/2BL. Orbita mu je 640 km u perigeju i 39.724 km u apogeju. Orbitna inklinacija je 62,89°. COSPARova oznaka je 1992-081-A.  Spacetrackov kataloški broj je 22238. Zemlju obilazi u 717,96 minuta. Pri lansiranju bio je mase 1900 kg.
Dio skupine satelita Oko i pokrivao je ravninu od 1 do 270 stupnjeva dužine rastućeg čvora.

## Vanjske poveznice
- N2YO.com Search Satellite Database
- Celes Trak SATCAT Format Documentation (engl.)
- Planet4589.org Tablični prikaz podataka o satelitima
- Planet4589.org Launchlog
- Kunstman  Arhivirana inačica izvorne stranice od 12. kolovoza 2019. (Wayback Machine) Satellites in Orbit (engl.)